# كي فوغيوارا
كي فوغيوارا (باليابانية: 不二稿京؛ بالكانا: ふじわら けい) هي مونتيرة ومنتجة أفلام ومصورة سينمائية وكاتبة سيناريو ومخرجة وممثلة يابانية، ولدت في 12 مارس 1957 في اليابان.

## وصلات خارجية
- كي فوغيوارا على موقع IMDb (الإنجليزية)
- كي فوغيوارا على موقع ألو سيني (الفرنسية)
- كي فوغيوارا على موقع أول موفي (الإنجليزية)
- كي فوغيوارا على موقع قاعدة بيانات الفيلم (الإنجليزية)
- كي فوغيوارا على موقع كينوبويسك (الروسية)